# Long Bay (Ort auf Antigua)
Long Bay ist ein Ort in der Parish of Saint Philip auf der Karibikinsel Antigua, im Staat Antigua und Barbuda.

## Lage und Landschaft
Long Bay liegt im äußersten Osten der Insel, an der atlantischen Nordost-Küste, auf der Spitze der nördlichen der beiden Halbinseln der Nonsuch Bay. Die Ortslage erstreckt sich um Indian Town Creek und Long Bay, und der Halbinsel zwischen den beiden, dem Dums Point.
Die Ortslage hat nur um die 40 (ständige) Einwohner (Stand: 2001), die Gegend ist ein Hotel- und Villengebiet.
|           |                                             | Atlantik |
| Rooms     | Kompassrose, die auf Nachbargemeinden zeigt |          |
| Willikies |                                             |          |

## Geschichte, Infrastruktur und Sehenswürdigkeiten
Hier befand sich wohl bei der Ankunft der Europäer eine größere Ansiedlung der heimischen Kariben (Kalinago), die im 16. Jahrhundert ausstarben. Während der Kolonialzeit war die Gegend weitgehend unbesiedelt.
Erst mit Beginn des Tourismus in den 1960ern wurden hier Hotels und Feriensiedlungen angelegt. Heute befinden sich in Long Bay mit dem Grand Pineapple Beach Resort und dem The Verandah Resort and Spa 180 Betten in Villas hier zwei der größten Hotelanlagen der Nordostküste. Das älteste der Hotels, das Long Bay Hotel, wurde jüngst geschlossen.
Direkt östlich, am Indian Town Point, befinden sich der Long Bay Public Park und der Devils Bridge National Park mit dem Naturdenkmal Devil’s Bridge, einer Felsformation. Die Long Bay Beach (Grand Pineapple Beach) ist frei zugänglich und einer der schönsten Strände der Nordostküste, der trotz der umliegenden Hotels auch Lokalkolorit zeigt.